# Vossevangen
Vossevangen (lokalt Vangen) är en tätort som utgör centralort i Voss kommun i Vestland fylke i västra Norge. Orten ligger vid Europaväg 16 och Bergensbanan, ca 100 kilometer öster om staden Bergen.
I samhällets norra del ligger vintersportanläggningen Voss Fjellheisar med 10 skidliftar och ca 40 kilometer pistlängd.